# Bran Stark
Brandon "Bran" Stark é uma personagem fictícia  da série de livros de fantasia A Song of Ice and Fire, do escritor norte-americano George R. R. Martin, e da série de televisão Game of Thrones do HBO, onde é interpretado pelo ator britânico Isaac Hempstead Wright. Ele foi introduzido em ambas as mídias como o segundo filho homem das cinco crianças de Catelyn e Eddard "Ned" Stark, o honorável Lorde de Winterfell, uma ancestral fortaleza no Norte do reino fictício de Westeros.
Ele apareceu pela primeira vez no livro A Game of Thrones (1996), e também aparece em mais três livros da saga, A Clash of Kings (1998) e A Storm of Swords (2000) e A Dance with Dragons (2011). Na série de televisão, Isaac Hempstead Wright da primeira à quarta temporada, regressando na sexta temporada e seguinto até a oitava e última temporada.

## Perfil
No início de A Game of Thrones, Bran Stark tem sete anos de idade e é o segundo de três filhos homens de Ned e Catelyn Stark. Ele tem quatro irmãos, Robb, Sansa, Arya e Rickon e o meio-irmão Jon Snow. Ele está sempre acompanhado por seu lobo gigante, "Summer". Um menino pensativo e de temperamento doce, gostado por todos em Winterfell, ele parece facialmente com a mãe, tendo o mesmo cabelo castanho grosso e os olhos azuis profundos da Casa Tully, a Casa de origem de sua mãe. Ele gosta de escalar e explorar as muralhas, torres e parapeitos do castelo e também é obediente e determinado. Com seus sonhos de se tornar um cavaleiro destruídos pela tentativa contra sua vida que o deixou fisicamente incapacitado, a necessidade e o dever o forçam a superar suas atuais limitações e desenvolver suas novas habilidades. Sua aceitação gradual de seus sonhos que parecem proféticos e sua habilidade para se incorporar em seu lobo "Summer" mostram sua crescente maturidade e seu valor depois da perda do movimento de suas pernas.

## Biografia fictícia

### Série literária

#### A Game of Thrones
Quando a corte do rei Robert Baratheon está em Winterfell, certo dia, Bran sobe numa das torres do castelo de sua família e acidentalmente vê a rainha Cersei Lannister e seu irmão Jaime fazendo sexo no interior de uma delas. Ele é empurrado do alto da torre por Jaime Lannister, numa tentativa de matá-lo e esconder seu incesto mas Bran sobrevive, em estado de coma. Enquanto ele está inconsciente, um atentado é feito à sua vida e sua mãe Catelyn consegue impedir o assassino por tempo suficiente para que seu lobo "Summer" mate o atacante. Inconsciente, Bran sonha com sua queda da torre e com um corvo de três olhos que se oferece a ensiná-lo a voar. Guiado pelo corvo, ele acorda mas, com as pernas paralisadas pela queda, não consegue andar. A partir daí ele passa a depender de seu fiel amigo e serviçal o gigante Hodor e de um arnês feito por Tyrion Lannister para se movimentar. Quando seu irmão mais velho Robb vai para o sul para tentar libertar seu pai, Bran, como filho mais velho restante na fortaleza, assume o cargo de Lorde de Winterfell.

#### A Clash of Kings

Brasão de armas da Casa Stark.

Robb Stark é aclamado pelos lordes nortistas como Rei do Norte e, em sua ausência, Bran governa Winterfell. Quando Theon Greyjoy trai os Stark e captura Winterfell, Bram e seu irmão menor Rickon escapam ajudados pela Selvagem Osha. Para esconder seu fracasso em prendê-los, Theon mata dois meninos filhos de camponeses, queima os corpos e os apresenta como sendo Bran e Rickon. O próprio Theon depois é traído pelos bastardos dos Bolton, Ramsay Bolton. Depois de ficarem escondidos nas criptas de Winterfell, Bran e seus companheiros emergem para encontrar o castelo em ruínas. Eles encontram Meistre Luwin seriamente ferido, que lhes aconselha a fugir dali e se separarem, para dificultar serem achados. Osha vai com o irmão menor Rickon para White Harbor e Bran, Hodor, Meera e Jorgen Reed seguem para o norte para encontrar O Corvo de Três Olhos. Neste meio tempo, Bran vai lentamente aceitando a veracidade de seus sonhos e sua habilidade de fisicamente penetrar em "Summer" o que faz dele uma espécie de troca-peles conhecido como "warg".

#### A Storm of Swords
Na Muralha, Samwell é convocado por Jon, e Lorde Snow em seguida menciona a sua mensagem para Rei Tommen solicitando ajuda para a Patrulha. Jon observa amargamente que Bran uma vez superou Tommen numa luta em Winterfell. Ele também diz que agora Bran está morto, e Tommen está sentado no Trono de Ferro. Sam quer dizer a Jon que seu irmão está vivo e no norte da Muralha, mas mantém a sua promessa e não diz uma palavra.

#### A Dance with Dragons
Bran, Verão, Meera, Jojen, Hodor e Mãos-Frias continuam a sua jornada através da Floresta Assombrada em busca do corvo de três olhos. Durante a viagem, Bran começa a se tornar apaixonado por Meera, Jojen começa a ficar magro e fraco. A viagem é longa e fria, e eles sofrem com muita fome. O grupo é momentaneamente abandonado por Mãos-Frias, que retorna a eles depois de matar desertores da Patrulha da Noite. Para tentar saciar sua fome, Bran come carne humana na mente de Verão. Nas profundezas da floresta assombrada, eles encontram uma colina, na qual no topo se encontra a caverna do corvo de três olhos. Verão parece sentir o perigo conforme eles sobem, e quando chegam ao topo, o grupo é emboscado por criaturas do lado de fora da entrada da caverna. Bran entra a mente de Hodor para combater as criaturas, mas desmaia e acorda novamente dentro da caverna. Lá, o grupo é atendido pela criança da floresta Folha, que revela que os salvou e queimou as criaturas. No entanto, a caverna está protegia contra Caminhantes Brancos e criaturas, de modo Mãos-Frias não pode acompanhá-los e se afasta. Folha leva-os mais profundamente na caverna, debaixo de raízes e sobre um piso de ossos, até chegarem a um corpo esquelético sentado em um trono feito de raízes - o corvo de três olhos, o último Vidente Verde.

#### Genealogia
| \| \| \| \| \| \| \| \| \| \| \| \| \| \| \| \| \| \| \| Rickard[a] \| Rickard[a] \| Rickard[a] \| Rickard[a] \| Rickard[a] \| Rickard[a] \| \| \| \| \| \| \| \| \| \| \| \| \| \| \| Lyarra[b] \| Lyarra[b] \| Lyarra[b] \| Lyarra[b] \| Lyarra[b] \| Lyarra[b] \| \| \| \| \| \| \| \| \| \| \| \| \| \| \| \| \| \| \| \| \| \| \| \| \| \| \| \| \| \| \| \| \| \| \| \| \| \| \| \| Rickard[a] \| Rickard[a] \| Rickard[a] \| Rickard[a] \| Rickard[a] \| Rickard[a] \| \| \| \| \| \| \| \| \| \| \| \| \| \| \| Lyarra[b] \| Lyarra[b] \| Lyarra[b] \| Lyarra[b] \| Lyarra[b] \| Lyarra[b] \| \| \| \| \| \| \| \| \| \| \| \| \| \| \| \| \| \| \| \| \| \| \| \| \| \| \| \| \| \| \| \| \| \| \| \| \| \| \| \| \| \| \| \| \| \| \| \| \| \| \| \| \| \| \| \| \| \| \| \| \| \| \| \| \| \| \| \| \| \| \| \| \| \| \| \| \| \| \| \| \| \| \| \| \| \| \| \| \| \| \| \| \| \| \| \| \| \| \| \| \| \| \| \| \| \| \| \| \| \| \| \| \| \| \| \| \| \| \| \| \| \| \| \| \| \| \| \| \| \| \| \| \| \| \| \| \| \| \| \| \| \| \| \| \| \| \| \| \| \| \| \| \| \| \| \| \| \| \| \| Brandon[a] \| Brandon[a] \| Brandon[a] \| Brandon[a] \| Brandon[a] \| Brandon[a] \| \| \| Catelyn Tully[c] \| Catelyn Tully[c] \| Catelyn Tully[c] \| Catelyn Tully[c] \| Catelyn Tully[c] \| Catelyn Tully[c] \| \| \| Eddard[a] \| Eddard[a] \| Eddard[a] \| Eddard[a] \| Eddard[a] \| Eddard[a] \| \| \| \| \| \| \| \| \| \| \| \| \| \| \| \| \| \| \| \| \| Lyanna[a][d] \| Lyanna[a][d] \| Lyanna[a][d] \| Lyanna[a][d] \| Lyanna[a][d] \| Lyanna[a][d] \| \| \| Benjen[a] \| Benjen[a] \| Benjen[a] \| Benjen[a] \| Benjen[a] \| Benjen[a] \| \| \| \| \| \| \| \| \| \| Brandon[a] \| Brandon[a] \| Brandon[a] \| Brandon[a] \| Brandon[a] \| Brandon[a] \| \| \| Catelyn Tully[c] \| Catelyn Tully[c] \| Catelyn Tully[c] \| Catelyn Tully[c] \| Catelyn Tully[c] \| Catelyn Tully[c] \| \| \| Eddard[a] \| Eddard[a] \| Eddard[a] \| Eddard[a] \| Eddard[a] \| Eddard[a] \| \| \| \| \| \| \| \| \| \| \| \| \| \| \| \| \| \| \| \| \| Lyanna[a][d] \| Lyanna[a][d] \| Lyanna[a][d] \| Lyanna[a][d] \| Lyanna[a][d] \| Lyanna[a][d] \| \| \| Benjen[a] \| Benjen[a] \| Benjen[a] \| Benjen[a] \| Benjen[a] \| Benjen[a] \| \| \| \| \| \| \| \| \| \| \| \| \| \| \| \| \| \| \| \| \| \| \| \| \| \| \| \| \| \| \| \| \| \| \| \| \| \| \| \| \| \| \| \| \| \| \| \| \| \| \| \| \| \| \| \| \| \| \| \| \| \| \| \| \| \| \| \| \| \| \| \| \| \| \| \| \| \| \| \| \| \| \| \| \| \| \| \| \| \| \| \| \| \| \| \| \| \| \| \| \| \| \| \| \| \| \| \| \| \| \| \| \| \| \| \| \| \| \| \| \| \| \| \| \| \| \| \| \| \| \| \| \| \| \| \| \| \| \| \| \| \| \| \| \| \| \| \| \| \| \| \| \| \| \| \| \| \| \| \| \| \| \| \| \| \| \| \| \| \| \| \| \| \| \| \| \| \| \| \| \| \| \| \| \| \| \| \| \| \| \| \| \| \| \| \| \| \| \| \| \| \| \| \| \| \| \| \| \| \| \| \| \| \| \| \| \| \| \| \| \| \| \| \| \| \| \| \| \| \| \| \| \| \| \| \| \| \| \| \| \| \| \| \| \| \| \| \| \| \| \| \| \| \| \| \| \| \| \| \| \| \| Robb[c] \| Robb[c] \| Robb[c] \| Robb[c] \| Robb[c] \| Robb[c] \| \| \| Jeyne Westerling[e] \| Jeyne Westerling[e] \| Jeyne Westerling[e] \| Jeyne Westerling[e] \| Jeyne Westerling[e] \| Jeyne Westerling[e] \| \| \| Sansa[c] \| Sansa[c] \| Sansa[c] \| Sansa[c] \| Sansa[c] \| Sansa[c] \| \| \| Tyrion Lannister[f] \| Tyrion Lannister[f] \| Tyrion Lannister[f] \| Tyrion Lannister[f] \| Tyrion Lannister[f] \| Tyrion Lannister[f] \| \| \| Arya[c] \| Arya[c] \| Arya[c] \| Arya[c] \| Arya[c] \| Arya[c] \| \| \| Brandon[c] \| Brandon[c] \| Brandon[c] \| Brandon[c] \| Brandon[c] \| Brandon[c] \| \| \| Rickon[c] \| Rickon[c] \| Rickon[c] \| Rickon[c] \| Rickon[c] \| Rickon[c] \| \| \| Jon Snow[c][d] \| Jon Snow[c][d] \| Jon Snow[c][d] \| Jon Snow[c][d] \| Jon Snow[c][d] \| Jon Snow[c][d] \| \| \| \| Robb[c] \| Robb[c] \| Robb[c] \| Robb[c] \| Robb[c] \| Robb[c] \| \| \| Jeyne Westerling[e] \| Jeyne Westerling[e] \| Jeyne Westerling[e] \| Jeyne Westerling[e] \| Jeyne Westerling[e] \| Jeyne Westerling[e] \| \| \| Sansa[c] \| Sansa[c] \| Sansa[c] \| Sansa[c] \| Sansa[c] \| Sansa[c] \| \| \| Tyrion Lannister[f] \| Tyrion Lannister[f] \| Tyrion Lannister[f] \| Tyrion Lannister[f] \| Tyrion Lannister[f] \| Tyrion Lannister[f] \| \| \| Arya[c] \| Arya[c] \| Arya[c] \| Arya[c] \| Arya[c] \| Arya[c] \| \| \| Brandon[c] \| Brandon[c] \| Brandon[c] \| Brandon[c] \| Brandon[c] \| Brandon[c] \| \| \| Rickon[c] \| Rickon[c] \| Rickon[c] \| Rickon[c] \| Rickon[c] \| Rickon[c] \| \| \| Jon Snow[c][d] \| Jon Snow[c][d] \| Jon Snow[c][d] \| Jon Snow[c][d] \| Jon Snow[c][d] \| Jon Snow[c][d] \| \| \| |      |      |      |      |      |  |  |                  |                  |                  |                  |                  |                  |  |  |               |               |               |               |               |               |         |         |                  |                  |                  |                  |                  |                  |  |  |      |      |      |      |      |      |        |        |         |         |         |         |         |         |  |  |        |        |        |        |        |        |        |        |          |          |          |          |          |          |        |        |
| Notas: 1. 2. 3. 4. 5. 6. |      |      |      |      |      |  |  |                  |                  |                  |                  |                  |                  |  |  |               |               |               |               |               |               |         |         |                  |                  |                  |                  |                  |                  |  |  |      |      |      |      |      |      |        |        |         |         |         |         |         |         |  |  |        |        |        |        |        |        |        |        |          |          |          |          |          |          |        |        |
| |      |      |      |      |      |  |  |                  |                  |                  |                  |                  |                  |  |  |               |               | Rickard       | Rickard       | Rickard       | Rickard       | Rickard | Rickard |                  |                  |                  |                  |                  |                  |  |  |      |      |      |      |      |      | Lyarra | Lyarra | Lyarra  | Lyarra  | Lyarra  | Lyarra  |         |         |  |  |        |        |        |        |        |        |        |        |          |          |          |          |          |          |        |        |
| |      |      |      |      |      |  |  |                  |                  |                  |                  |                  |                  |  |  |               |               | Rickard       | Rickard       | Rickard       | Rickard       | Rickard | Rickard |                  |                  |                  |                  |                  |                  |  |  |      |      |      |      |      |      | Lyarra | Lyarra | Lyarra  | Lyarra  | Lyarra  | Lyarra  |         |         |  |  |        |        |        |        |        |        |        |        |          |          |          |          |          |          |        |        |
| |      |      |      |      |      |  |  |                  |                  |                  |                  |                  |                  |  |  |               |               |               |               |               |               |         |         |                  |                  |                  |                  |                  |                  |  |  |      |      |      |      |      |      |        |        |         |         |         |         |         |         |  |  |        |        |        |        |        |        |        |        |          |          |          |          |          |          |        |        |
| |      |      |      |      |      |  |  |                  |                  |                  |                  |                  |                  |  |  |               |               |               |               |               |               |         |         |                  |                  |                  |                  |                  |                  |  |  |      |      |      |      |      |      |        |        |         |         |         |         |         |         |  |  |        |        |        |        |        |        |        |        |          |          |          |          |          |          |        |        |
| |      |      |      |      |      |  |  | Brandon          | Brandon          | Brandon          | Brandon          | Brandon          | Brandon          |  |  | Catelyn Tully | Catelyn Tully | Catelyn Tully | Catelyn Tully | Catelyn Tully | Catelyn Tully |         |         | Eddard           | Eddard           | Eddard           | Eddard           | Eddard           | Eddard           |  |  |      |      |      |      |      |      |        |        |         |         |         |         |         |         |  |  |        |        | Lyanna | Lyanna | Lyanna | Lyanna | Lyanna | Lyanna |          |          | Benjen   | Benjen   | Benjen   | Benjen   | Benjen | Benjen |
| |      |      |      |      |      |  |  | Brandon          | Brandon          | Brandon          | Brandon          | Brandon          | Brandon          |  |  | Catelyn Tully | Catelyn Tully | Catelyn Tully | Catelyn Tully | Catelyn Tully | Catelyn Tully |         |         | Eddard           | Eddard           | Eddard           | Eddard           | Eddard           | Eddard           |  |  |      |      |      |      |      |      |        |        |         |         |         |         |         |         |  |  |        |        | Lyanna | Lyanna | Lyanna | Lyanna | Lyanna | Lyanna |          |          | Benjen   | Benjen   | Benjen   | Benjen   | Benjen | Benjen |
| |      |      |      |      |      |  |  |                  |                  |                  |                  |                  |                  |  |  |               |               |               |               |               |               |         |         |                  |                  |                  |                  |                  |                  |  |  |      |      |      |      |      |      |        |        |         |         |         |         |         |         |  |  |        |        |        |        |        |        |        |        |          |          |          |          |          |          |        |        |
| |      |      |      |      |      |  |  |                  |                  |                  |                  |                  |                  |  |  |               |               |               |               |               |               |         |         |                  |                  |                  |                  |                  |                  |  |  |      |      |      |      |      |      |        |        |         |         |         |         |         |         |  |  |        |        |        |        |        |        |        |        |          |          |          |          |          |          |        |        |
| |      |      |      |      |      |  |  |                  |                  |                  |                  |                  |                  |  |  |               |               |               |               |               |               |         |         |                  |                  |                  |                  |                  |                  |  |  |      |      |      |      |      |      |        |        |         |         |         |         |         |         |  |  |        |        |        |        |        |        |        |        |          |          |          |          |          |          |        |        |
| |      |      |      |      |      |  |  |                  |                  |                  |                  |                  |                  |  |  |               |               |               |               |               |               |         |         |                  |                  |                  |                  |                  |                  |  |  |      |      |      |      |      |      |        |        |         |         |         |         |         |         |  |  |        |        |        |        |        |        |        |        |          |          |          |          |          |          |        |        |
| Robb | Robb | Robb | Robb | Robb | Robb |  |  | Jeyne Westerling | Jeyne Westerling | Jeyne Westerling | Jeyne Westerling | Jeyne Westerling | Jeyne Westerling |  |  | Sansa         | Sansa         | Sansa         | Sansa         | Sansa         | Sansa         |         |         | Tyrion Lannister | Tyrion Lannister | Tyrion Lannister | Tyrion Lannister | Tyrion Lannister | Tyrion Lannister |  |  | Arya | Arya | Arya | Arya | Arya | Arya |        |        | Brandon | Brandon | Brandon | Brandon | Brandon | Brandon |  |  | Rickon | Rickon | Rickon | Rickon | Rickon | Rickon |        |        | Jon Snow | Jon Snow | Jon Snow | Jon Snow | Jon Snow | Jon Snow |        |        |
| Robb | Robb | Robb | Robb | Robb | Robb |  |  | Jeyne Westerling | Jeyne Westerling | Jeyne Westerling | Jeyne Westerling | Jeyne Westerling | Jeyne Westerling |  |  | Sansa         | Sansa         | Sansa         | Sansa         | Sansa         | Sansa         |         |         | Tyrion Lannister | Tyrion Lannister | Tyrion Lannister | Tyrion Lannister | Tyrion Lannister | Tyrion Lannister |  |  | Arya | Arya | Arya | Arya | Arya | Arya |        |        | Brandon | Brandon | Brandon | Brandon | Brandon | Brandon |  |  | Rickon | Rickon | Rickon | Rickon | Rickon | Rickon |        |        | Jon Snow | Jon Snow | Jon Snow | Jon Snow | Jon Snow | Jon Snow |        |        |

### Série de televisão

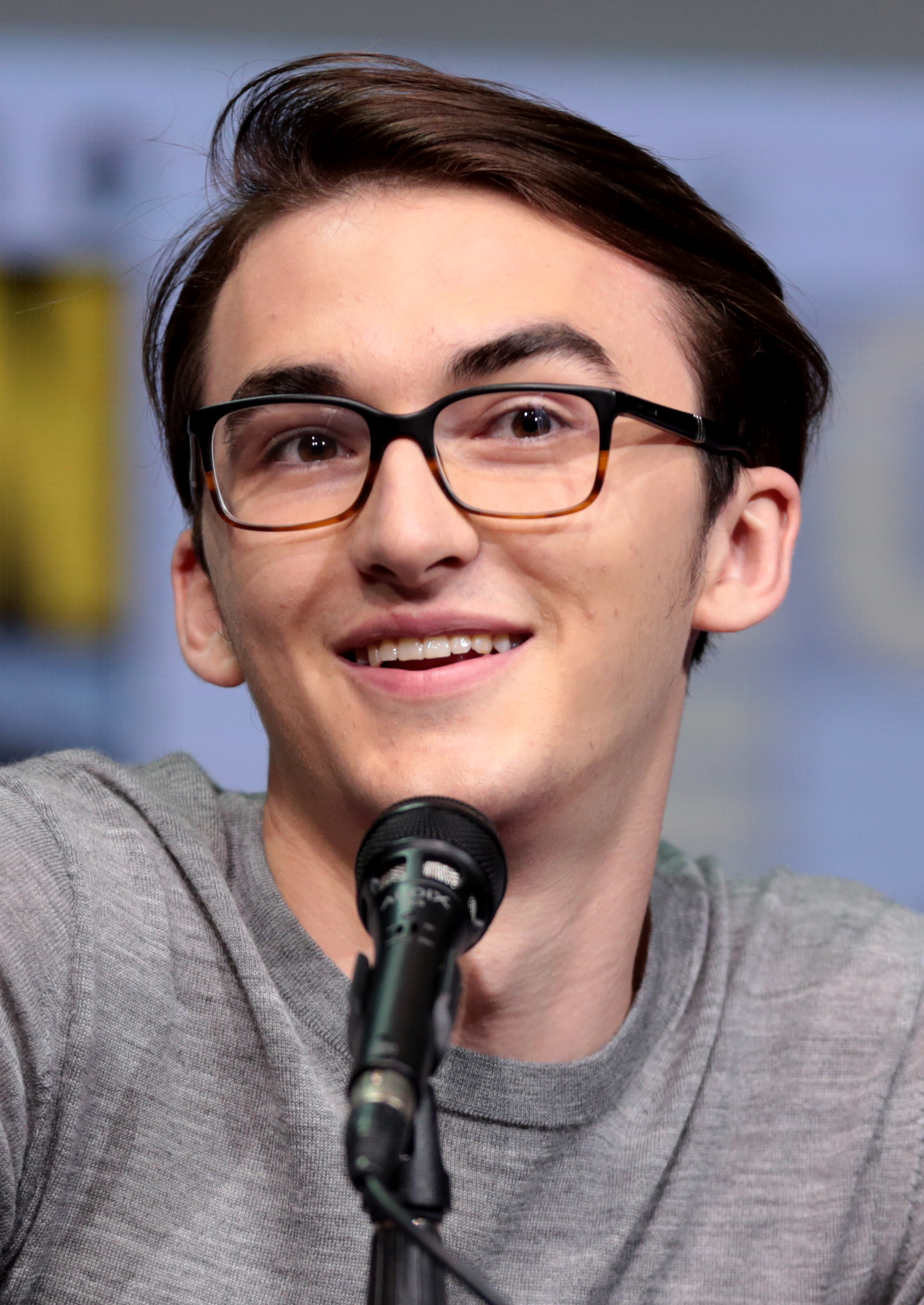
Isaac Hempstead Wright interpretou Bran Stark por sete temporada de Game of Thrones.

#### 1ª temporada (2011)
Bran ganha um pequeno lobo de uma ninhada de uma loba morta encontrada na floresta, dado pelo pai Ned Stark, e o batiza como "Summer". Durante a visita do rei Robert Baratheon a Winterfell, Bran escala uma das torres da fortaleza e acidentalmente vê os irmãos Cersei e Jaime Lannister, ela a rainha esposa do rei, fazendo sexo dentro de uma delas e Jaime o empurra para a morte do alto da janela da torre. Ele não morre mas entra em coma e enquanto convalesce inconsciente um assassino tenta mata-lo, sendo impedido por sua mãe e por seu lobo. Quando sai da inconsciência, não consegue lembrar de nada que ocorreu antes da queda e está paralítico, sendo obrigado a ser carregado para se movimentar. Aos poucos ele descobre que tem a habilidade de assumir a consciência de "Summer", fazendo dele um "troca-peles'. Depois que seu irmão mais velho Robb Stark é coroado Rei do Norte nos acontecimentos posteriores à execução de seu pai pelos Lannnister em Porto Real, Bran assume as funções de Lorde de Winterfell.

#### 2ª temporada (2012)
Após Theon Greyjoy trair os Stark e ocupar Winterfell com os Soldados de Ferro, a Selvagem Osha ajuda Bran e seu irmão menor Rickon a se esconderem. Para cimentar sua exigência por Winterfell, Theon mata dois meninos órfãos da aérea, os queima e os apresenta como Bran e Rickon. Após os homens de Theon o traírem e Winterfell ser saqueada, Bran, Rickon, Osha, Odor e seus lobos fogem em direção ao Norte para encontrar seu meio-irmão Jon Snow, que serve na Patrulha da Noite, em busca de segurança.

#### 3ª temporada (2013)
Bran e seu grupo encontram Meera e Jojen Reed, que os ajudam em sua busca. Jojen, que também é um sensitivo, tutora Bran em suas visões proféticas. Quando o grupo está perto da Muralha, Osha parte com Rickon para Last Hearth, a fortaleza de uma família amiga dos Stark em busca de segurança para o menino, enquanto Bran insiste em seguir suas visões Além da Muralha. Ele também encontra com Samwell Tarly e Gilly que tentam lhe persuadir a não prosseguir para as terras geladas ao norte, mas Bran insiste que este é seu destino e parte através do portão com Hodor, "Summer" e os Reed.

#### 4ª temporada (2014)
Durante sua jornada Além da Muralha, Bran e seu grupo vão parar na casa de Craster, um Selvagem, onde são capturados e feito de reféns por amotinados da Patrulha da Noite, liderados por Karl Tanner. Os patrulheiros da Noite liderados por Jon Snow eventualmente atacam o Acampamento de Craster para matar os amotinados mas Locke, um novo recruta que secretamente é um espião de Roose Bolton, tenta raptar Bran e matá-lo em outro lugar qualquer. Bran "troca-pele" dentro do gigante Hodor e mata Locke quebrando-lhe o pescoço, mas ele o grupo são obrigados a continuar a jornada sem avisar a Jon porque Jorjen diz que ele os impediria. Bran chega à Árvore dos Coração mas são impedidos de continuar por um ataque de mortos-vivos na entrada, que custa a vida de Jorjen. As Crianças da Floresta aparecem e matam os zumbis e conduzem Bran e seus companheiros até dentro da caverna onde eles encontram O Corvo de Três Olhos; este diz a Bran que ele nunca mais andará mas ao invés disso voará.

#### 6ª temporada (2016)
Como parte de seu treinamento com o Corvo, Bran tem várias visões do passado, incluindo Ned Stark e Howland Reed confrontando Ser Arthur Dayne e Ser Gerold Hightower na Torre da Alegria e aprende como as Crianças da Floresta injetaram "vidro do dragão" num dos Primeiros Homens transformando-o no Rei da Noite, o primeiro dos Caminhantes Brancos, como uma defesa contra os outros Primeiros Homens. Porém, o Corvo de Três Olhos é sempre rápido em retirar Bran de suas visões, avisando que ele poderia ficar preso nelas se ficasse em transe muito tempo. Cada vez mais aborrecido com seu progresso lento, ele entra numa visão por si próprio e observa o Rei da Noite na atualidade, que, sabendo-se observado, marca a posição de Bran, deixando em situação frágil para as mágicas do Rei da Noite a caverna onde todos se escondem.
O Corvo de Três Olhos coloca Bran dentro de outra visão do passado de Winterfell para transmitir todo seu conhecimento mas antes que a transferência possa ser completada os Caminhantes Brancos atacam a caverna, matando o Corvo, as Crianças da Floresta e "Summer". Bran, ainda dentro de sua visão, "troca-pele" com Hodor através do mesmo ainda jovem (chamado Wylis) e ele e Meera conseguem fugir. Meera carrega Bran inconsciente pela floresta e Hodor dá sua vida segurando a porta da caverna que contém os mortos-vivos até que os outros dois consigam escapar, sendo destroçado por eles depois. Bran, ainda inconsciente, testemunha como sua "troca-pele" com Hodor acidentalmente liga o passado e o presente do enorme amigo e protetor, induzindo um trauma no jovem Wylis que causa ele repetir constantemente a ordem de Meera "Hold the Door!" (Segure a porta!) até que ele só possa pronunciar indistintamente a palavra "hodor".
Quando os mortos-vivos estão quase alcançando Bran e Meera novamente, eles são resgatados pelo tio dele, Benjen Stark, que foi morto pelos Caminhantes Brancos há muitos anos, mas revivido pelas Crianças da Floresta. Benjen os leva para a segurança e diz a Bran que agora ele é o Corvo de Três Olhos e precisa aprender a dominar seus poderes antes que os Caminhantes Brancos ataquem os Sete Reinos. Benjen os deixa na Floresta Assombrada pois a magia da Muralha impede que os Caminhantes a ultrapassem. Lá Bran testemunha o resto da visão de Ned Stark na Torre da Alegria e descobre que Lyanna Stark, irmã de Ned e sua tia, morre dando a luz ao filho dela com Rhaegar Targaryen, Jon Snow.

#### 7ª temporada (2017)
Bran e Meera retornam para Winterfell, que foi reconstruída e agora é ocupada pelos Stark remanescentes, onde ele se reúne anos depois às irmãs Sansa e Arya. Jon está no sul onde foi ao encontro de Daenerys Targaryen em Pedra do Dragão. As duas ficam preocupadas com o conhecimento que o irmão tem de suas atribulações passadas após a morte de Ned Stark e a separação da família. Depois de anos ao lado e cuidando de Bran, Meera decide deixar Winterfell de volta para Greywater Watch; quando o amigo e protegido se mostra indiferente à sua partida, ela entende que Bran "morreu" na caverna e agora é tão somente o Corvo de Três Olhos. Depois, ele participa de uma reunião formal com ares de julgamento no Grande Salão de Winterfell, onde estão Sansa, "Mindinho", lordes e soldados do norte do Vale do Arryn, e para a qual é convocada Arya, que fica de pé sozinha no meio do salão. Em princípio, a reunião parece ser para acusar Arya de crimes, mas para surpresa de Petyr Baelish ele é o acusado de traição e assassinato, em fatos descritos por Sansa que tenta negar, mas não consegue, sendo inclusive confrontado por Bran em sua visão do passado quando Baelish disse a Ned Stark que não confiasse nele, depois de traí-lo em Porto Real. Bran então assiste Arya matar "Mindinho", cortando sua garganta com a mesma adaga com que tentaram tirar sua vida há alguns anos, adaga esta pertencente a Baelish. Depois da morte dele, Bran recebe em seu quarto a visita de Samwell Tarly que voltou de Oldtown com Gilly e o pequeno Sam. Os dois conversam sobre Jon Snow e Bran diz a Samwell que na verdade Jon não é seu irmão, mas seu primo, filho da tia Lyanna Stark com Rhaegar Targaryen. Bran diz a Sam que o verdadeiro sobrenome de Jon é Sand, o nome dos bastardos em Dorne, mas Sam retruca falando sobre a anulação do casamento de Rhaegar e Elia Martell descoberta por Gilly nos livros da Cidadela; Bran então tem a visão do casamento de Rhaegar com Lyanna e entende que Jon á na verdade um legítimo Targaryen. Numa visão posterior, ele vê Lyanna dizendo a Ned no leito de morte que o nome do filho é Aegon Targaryen. Sentado no bosque de Winterfell ao lado da Árvore do Coração, Bran tem mais uma visão, a dos Caminhantes Brancos usando um dragão morto-vivo,Viserion, cuspindo jatos de chamas azuis contra A Muralha no Norte, que é derrubada, permitindo à legião de Criaturas e de Caminhantes atravessarem-na e encaminharem-se para o sul.

#### 8ª temporada (2019)
Bran recebe Jon que volta a Winterfell com Daenerys Targaryen e seus exércitos, mas apesar da alegria do irmão em vê-lo o recebe de maneira fria apenas dizendo que "eles agora tem um dragão de gelo". Jon, que desconhece que Bran agora é apenas o Corvo-de-Três-Olhos, recebe as palavras com estranheza. Ele diz a Samwell que Jon precisa saber a verdade sobre seus pais e o incita a contar tudo imediatamente e a sós, dizendo que ele é o mais indicado porque é a pessoa de mais confiança de Jon. Bran participa do julgamento de Jaime Lannister no Grande Salão de Winterfell quando este aparece ssozinho e sem os exércitos dos Lannister. Durante as acusações a Jaime ele apenas pergunta as coisas que ele já fez por amor. Depois que Jaime tem sua vida poupada, os dois se encontram no Bosque Sagrado de Winterfell e Jaime diz que não é mais a pessoa que o empurrou da torre, mas pergunta porque não contou tudo aos outros, o que certamente seria sua sentença de morte. Bran responde que ele é necessário ali na batalha que virá. Depois, na reunião de planejamento da defesa de Winterfell contra os Caminhantes, ele diz que o Rei da Noite está vindo por ele e que se ele for derrotado todos os mortos-vivos também serão. Ele então se oferece como isca para que outros possam matar o comandante dos Caminhantes. Durante o ataque a Winterfell, os Caminhantes e os mortos-vivos arrasam o castelo e  estão prestes a conseguir a vitória total quando o Rei da Noite chega ao Bosque onde Bran está protegido por Theon e seus homens, o último lugar ainda incólume. Os Homens de Ferro lutam bravamente mas suas flechas acabam e eles são todos mortos sobrando apenas Theon, seu último protetor que, disposto a morrer com honra defendendo Bran, investe sozinho contra o Rei da Noite e é morto por ele. Quando este está a ponto de matá-lo, Bran é salvo pela irmã, Arya, que ataca o Rei de emboscada, conseguindo apunhalá-lo com sua faca de aço Valiriano, o que o faz se desfazer em gelo, destruindo junto com ele todos os atacantes de Winterfell.
No dia seguinte à vitória, Jon, Sansa, Arya e Bran reúnem-se no Bosque Sagrado. As irmãs querem discutir a situação de Jon que se ajoelhou para Daenerys, em quem elas não confiam por não ser uma Stark. Jon lhes pede que jurem segredo para o que tem a lhes dizer e pede a Bran que lhes conte toda a verdade sobre sua origem. Depois do massacre de Porto Real, onde Cersei Lannister é morta e suas forças derrotadas, Jon mata Daenerys para impedi-la de levar a destruição pelo resto do mundo, como ela pretendia. Com a morte da rainha, os líderes de toda Westeros se reúnem no Fosso do Dragão e Bran está entre eles. Um novo rei ou rainha precisa ser escolhido e após um discurso de Tyrion Lannister a seu favor, ele é consagrado como novo rei dos Seis Reinos de Westeros, pois Sansa diz que o Norte continuará livre e ele concorda em tornar o Norte independente; depois disso, o novo rei Bran faz de Tyrion sua Mão do Rei.

## Recepção
O personagem de ponto de vista mais jovem nos romances, Bran é o personagem do primeiro capítulo e foi criado por Martin como um jovem herói da série. Mikal Gilmore da Rolling Stone observou em 2014 que o momento em A Game of Thrones (1996) em que Jaime Lannister empurra Bran para sua provável morte "agarra você pela garganta". Martin comentou na entrevista:
Eu tive um milhão de pessoas me dizendo que foi o momento que os fisgou, onde eles disseram: "Bem, esta simplesmente não é a mesma história que li um milhão de vezes antes." Bran é o primeiro personagem do ponto de vista. No fundo, as pessoas estão pensando que Bran é o herói da história. Ele é o jovem Rei Arthur. Vamos seguir esse garoto - e então, bum: você não espera que algo assim aconteça com ele. Então foi um sucesso [risos].
Em 2000, Martin chamou Bran de o personagem mais difícil de escrever:
Número um, ele é o mais jovem dos personagens principais de ponto de vista, e é difícil escrever sobre crianças. Eu acho que quanto mais jovens eles são, mais difícil. Além disso, ele é o personagem mais profundamente envolvido com magia, e o manejo da magia e feitiçaria e todo o aspecto sobrenatural dos livros é algo com que estou tentando ser muito cuidadoso. Então eu tenho que observar isso com bastante atenção. Tudo isso torna os capítulos de Bran difíceis de escrever.
Booklist citou Bran como um personagem notável em 1999, e a crítica da Publishers Weekly de A Game of Thrones observou: "É fascinante ver os personagens de Martin amadurecerem e crescerem, particularmente os filhos de Stark, que estão no centro do livro."
Observando a ausência de Bran em A Feast for Crows de 2005, James Poniewozik do Time escreveu em sua crítica de A Dance with Dragons (2011):
Alguns personagens favoritos ficaram desaparecidos por onze longos anos. ADWD os traz de volta - o guerreiro bastardo Jon Snow, a rainha dragão exilada Daenerys Targaryen, o anão fugitivo Tyrion Lannister e o aleijado, o místico Bran Stark, entre outros - e quase desde o início que lhe dá uma vantagem narrativa sobre o livro que o acompanha. Cada um, a seu modo, está lidando com uma questão de poder.